# Lazare Hoche

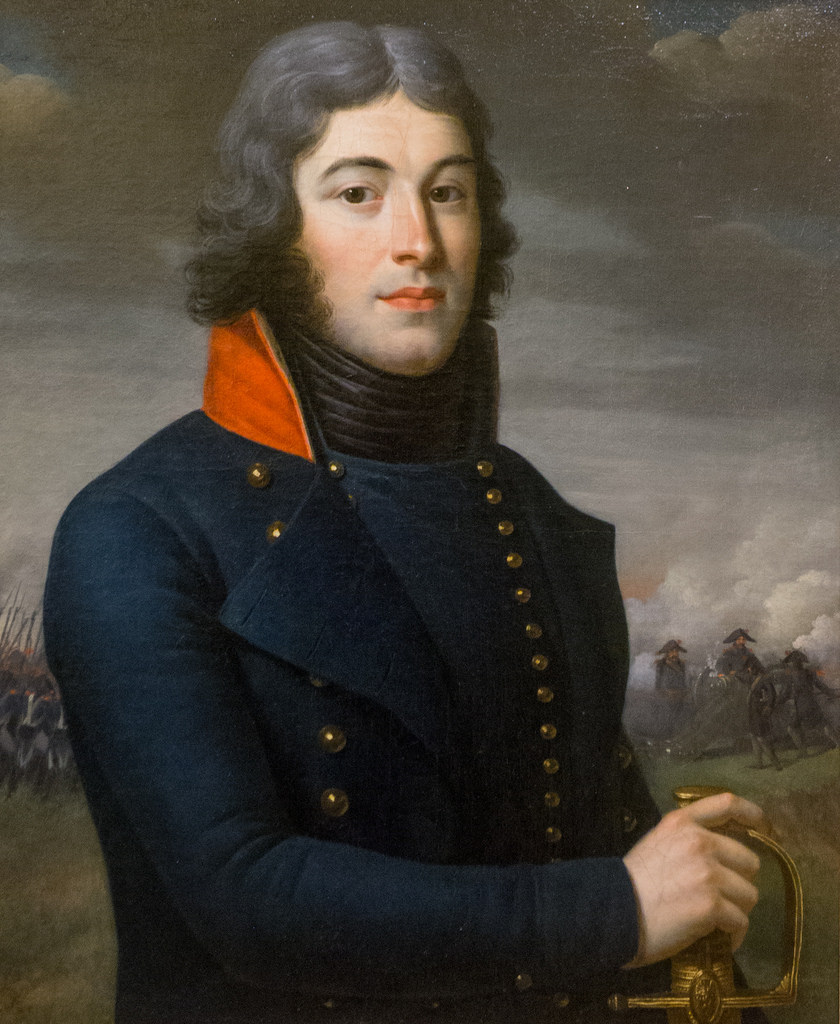
Lazare Hoche.

Luis Lazare Hoche, född 1768 i Versailles, död 18 september 1797 i Wetzlar, var en fransk general under revolutionskrigen.
Hoche blev vid 14 års ålder stalldräng i kungliga stallet och var vid franska revolutionens utbrott sergeant vid ett gardesregemente. 1792 befordrades han till officer och skickades snart ut mot republikens fiender. Sedan han utmärkt sig vid åtskilliga tillfällen och blivit befordrad, utnämndes han efter försvaret av Dunkerque 1793 till divisionsgeneral och fick kort därefter samma år befälet över Moselle-armén. Han lyckades såväl att organisera denna armé som att vinna Rhen-linjen och undsätta Landau in der Pfalz. Emellertid hade han ådragit sig S:t Justs bittra fiendskap, vilken gjorde honom misstänkt hos de makthavande, varför han fängslades och hölls inspärrad, tills han efter 9 thermidor år II (27 juli 1794) befriades. Han skickades då till Vendée och kunde, efter stora ansträngningar, 15 juli 1796 anmäla för direktoriet, att inbördeskriget var slut. Efter en misslyckad expedition till Irland sattes han i spetsen för Sambre- och Meuse-armén, gick över Rhen vid Neuwied 18 april 1797 och trängde österrikarna tillbaka, då underrättelsen om fredspreliminärerna i Leoben satte en gräns för hans framgångar. Samma år avböjde han den honom erbjudna krigsministerplatsen.